# 우드스탁: 사랑과 평화의 3일
《우드스탁: 사랑과 평화의 3일》(영어: Woodstock)은 미국에서 제작된 마이클 와들리 감독의 1970년 다큐멘터리 영화이다. 1969년 7월 뉴욕주 베설 주변에서 열린, 반문화 분수령이 된 우드스톡 페스티벌을 배경으로 한다.

## 출연진
| 순서 | 그룹 / 가수                    | 노래 제목                                                         |
| 1.   | 크로즈비, 스틸스, 내시 앤드 영 | "Long Time Gone" *                                                |
| 2.   | 캔드 히트                      | "Going Up the Country" *                                          |
| 3.   | 크로즈비, 스틸스, 내시 앤드 영 | "Wooden Ships" *                                                  |
| 4.   | 리치 헤이븐스                  | "Handsome Johnny"                                                 |
| 5.   | 리치 헤이븐스                  | "Freedom" / "Sometimes I Feel Like a Motherless Child"            |
| 6.   | 캔드 히트                      | "A Change Is Gonna Come" **                                       |
| 7.   | 존 바에즈                      | "Joe Hill"                                                        |
| 8.   | 존 바에즈                      | "Swing Low, Sweet Chariot"                                        |
| 9.   | 더 후                          | "We're Not Gonna Take It" / "See Me, Feel Me"                     |
| 10.  | 더 후                          | "Summertime Blues"                                                |
| 11.  | 샤나나                         | "At the Hop"                                                      |
| 12.  | 조 코커, 더 그리스 밴드        | "With a Little Help from My Friends"                              |
| 13.  | 관중                           | "Crowd Rain Chant"                                                |
| 14.  | 컨트리 조 앤드 더 피시         | "Rock and Soul Music"                                             |
| 15.  | 알로 거스리                    | "Coming Into Los Angeles"                                         |
| 16.  | 크로즈비, 스틸스, 내시 앤드 영 | "Suite: Judy Blue Eyes"                                           |
| 17.  | 텐 이어스 애프터               | "I'm Going Home"                                                  |
| 18.  | 제퍼슨 에어플레인              | "Saturday Afternoon" / "Won't You Try" **                         |
| 19.  | 제퍼슨 에어플레인              | "Uncle Sam's Blues" **                                            |
| 20.  | 존 서배스천                    | "Younger Generation"                                              |
| 21.  | 컨트리 조 맥도널드             | "FISH Cheer / Feel-Like-I'm-Fixing-to-Die-Rag"                    |
| 22.  | 산타나                         | "Soul Sacrifice"                                                  |
| 23.  | 슬라이 앤드 더 패밀리 스톤     | "I Want to Take You Higher"/ "Music Lover" (the "Higher" chant)   |
| 24.  | 재니스 조플린                  | "Work Me, Lord" **                                                |
| 25.  | 지미 헨드릭스                  | "Voodoo Child (Slight Return)" (영화 속 제목은 "Voodoo Chile") ** |
| 26.  | 지미 헨드릭스                  | "The Star-Spangled Banner"                                        |
| 27.  | 지미 헨드릭스                  | "Purple Haze"                                                     |
| 28.  | 지미 헨드릭스                  | "Woodstock Improvisation" **                                      |
| 29.  | 지미 헨드릭스                  | "Villanova Junction"                                              |
| 30.  | 크로즈비, 스틸스, 내시 앤드 영 | "Woodstock"* / "Find the Cost of Freedom" **                      |

* 해당 음악가의 앨범 스튜디오 녹음.
** 감독판 한정.

## 같이 보기
- 뉴 할리우드